# Épertully
Épertully is een gemeente in het Franse departement Saône-et-Loire (regio Bourgogne-Franche-Comté) en telt 59 inwoners (2009). De plaats maakt deel uit van het arrondissement Autun.

## Geografie
De oppervlakte van Épertully bedraagt 3,4 km², de bevolkingsdichtheid is dus 17,4 inwoners per km².
De onderstaande kaart toont de ligging van Épertully met de belangrijkste infrastructuur en aangrenzende gemeenten.

## Demografie
Onderstaande figuur toont het verloop van het inwonertal (bron: INSEE-tellingen).